# Richland (contea di Allegheny, Pennsylvania)
Richland  è una township degli Stati Uniti d'America, nella contea di Allegheny nello Stato della Pennsylvania. Secondo il censimento del 2000 la popolazione è di 9.231 abitanti.

## Società

### Evoluzione demografica
La composizione etnica vede una prevalenza della razza bianca (98,31%) seguita da quella afroamericana (0,57%), dati del 2000.
| township di Richland Popolazione |       |
| 2000                             | 9.231 |
| Stima al 01-07-07                | 10027 |